# Menameradiel
Menameradiel (en idioma frisón y oficialmente desde el 1 de enero de 2011; en neerlandés Menaldumadeel), es un antiguo municipio de la provincia de Frisia en los Países Bajos. En 2013 tenía una población de 13.699 habitantes ocupando una superficie de 70,03 km², de los que 1,16 km² corresponden a la superficie ocupada por el agua, con una densidad de población de 199 h/km².  
El municipio contaba con trece aldeas y dos caseríos. La sede municipal estaba en Menaam (Menaldum en neerlandés). Desde el 1 de enero de 2010 los nombres oficiales de las localidades son los frisones. 
En Dronryp (Dronrijp), que con cerca de 3.500 habitantes era la mayor población del municipio, nació en 1836 Lourens Alma Tadema.
En enero de 2018 Menameradiel se fusionó con Franekeradeel, Het Bildt y parte de Littenseradeel para formar el nuevo municipio de Waadhoeke. 

## Galería

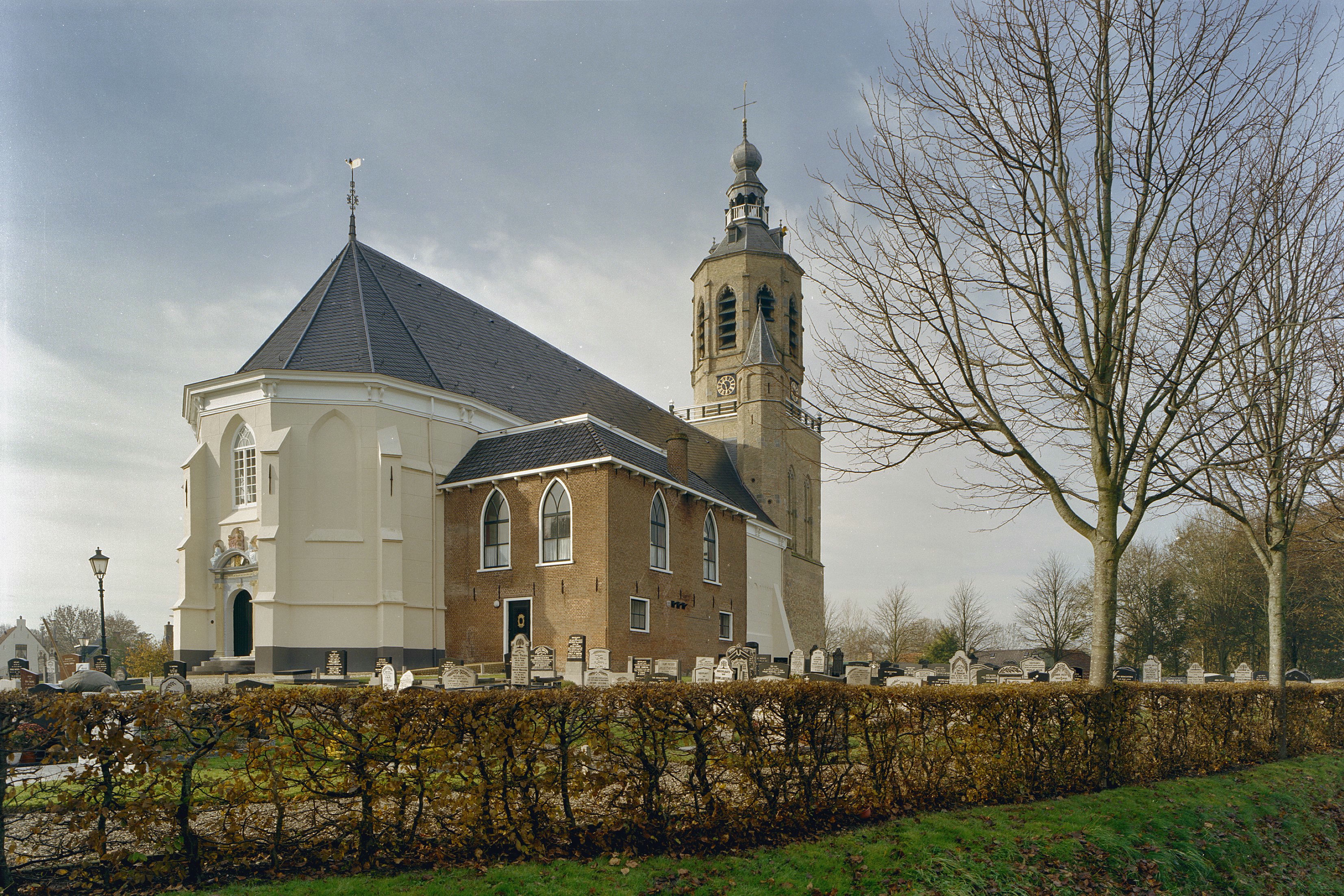
Dronryp, Salviuskerk.
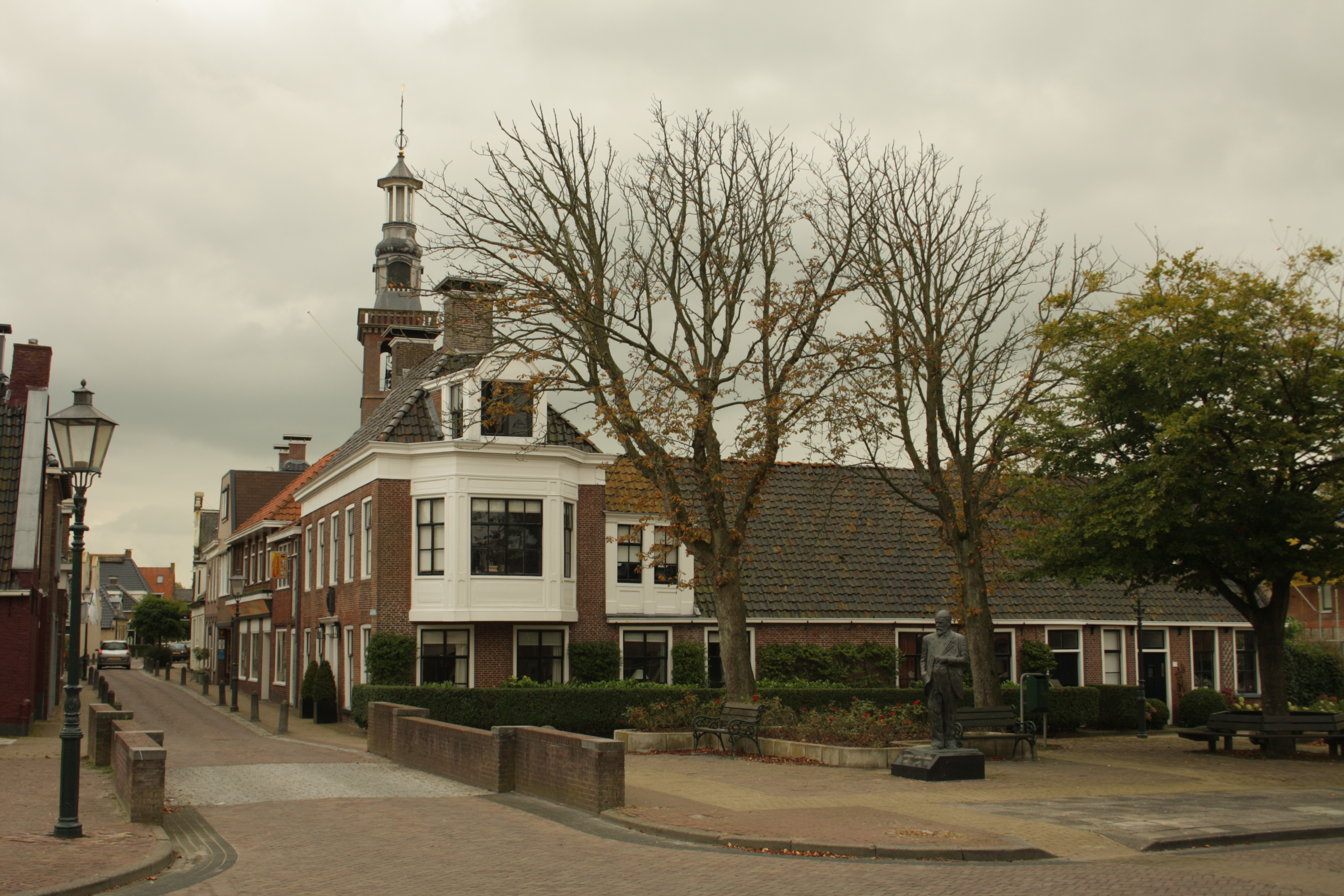
Dronryp, lugar de nacimiento del pintor Alma Tadema.
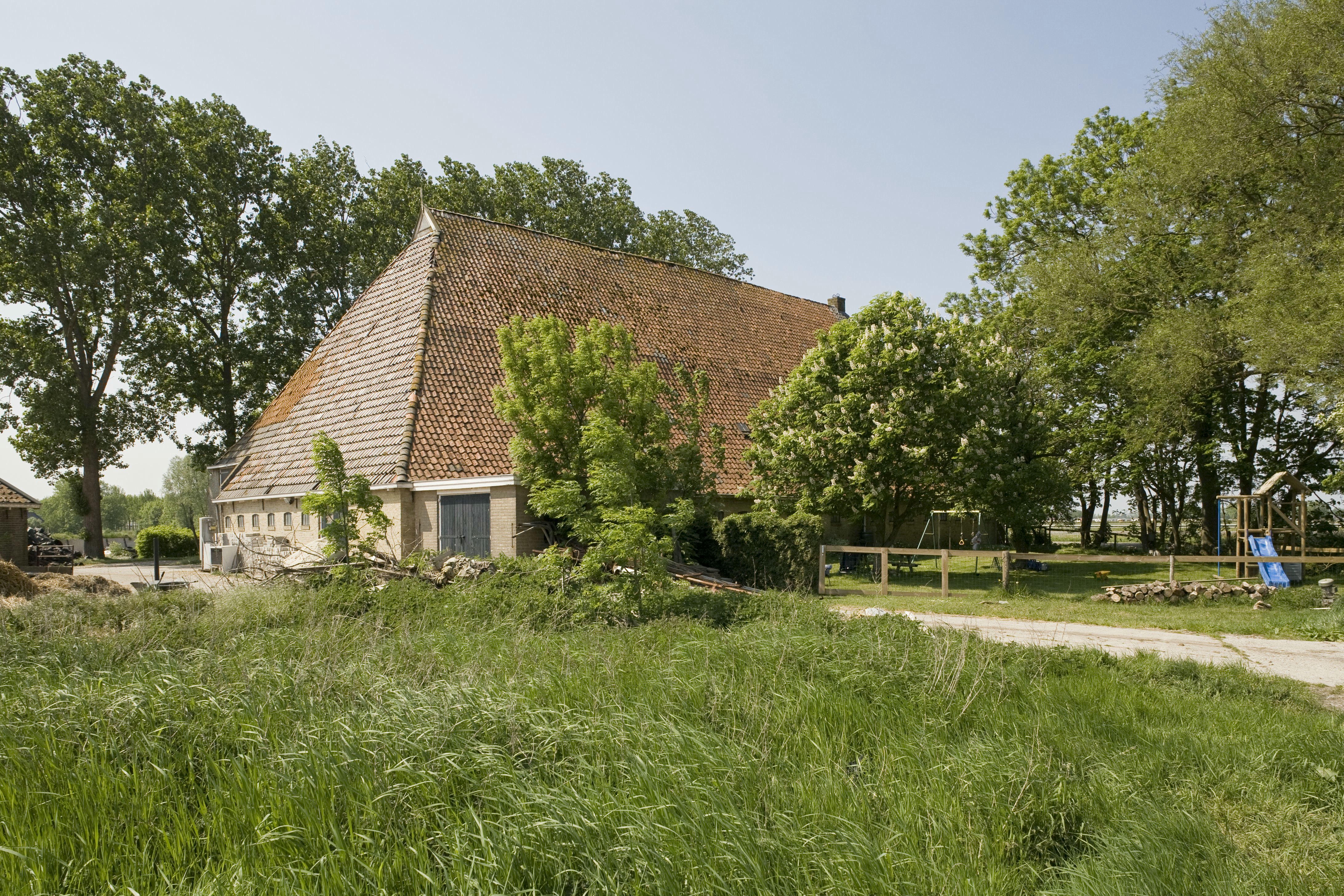
Una granja en Menaam.
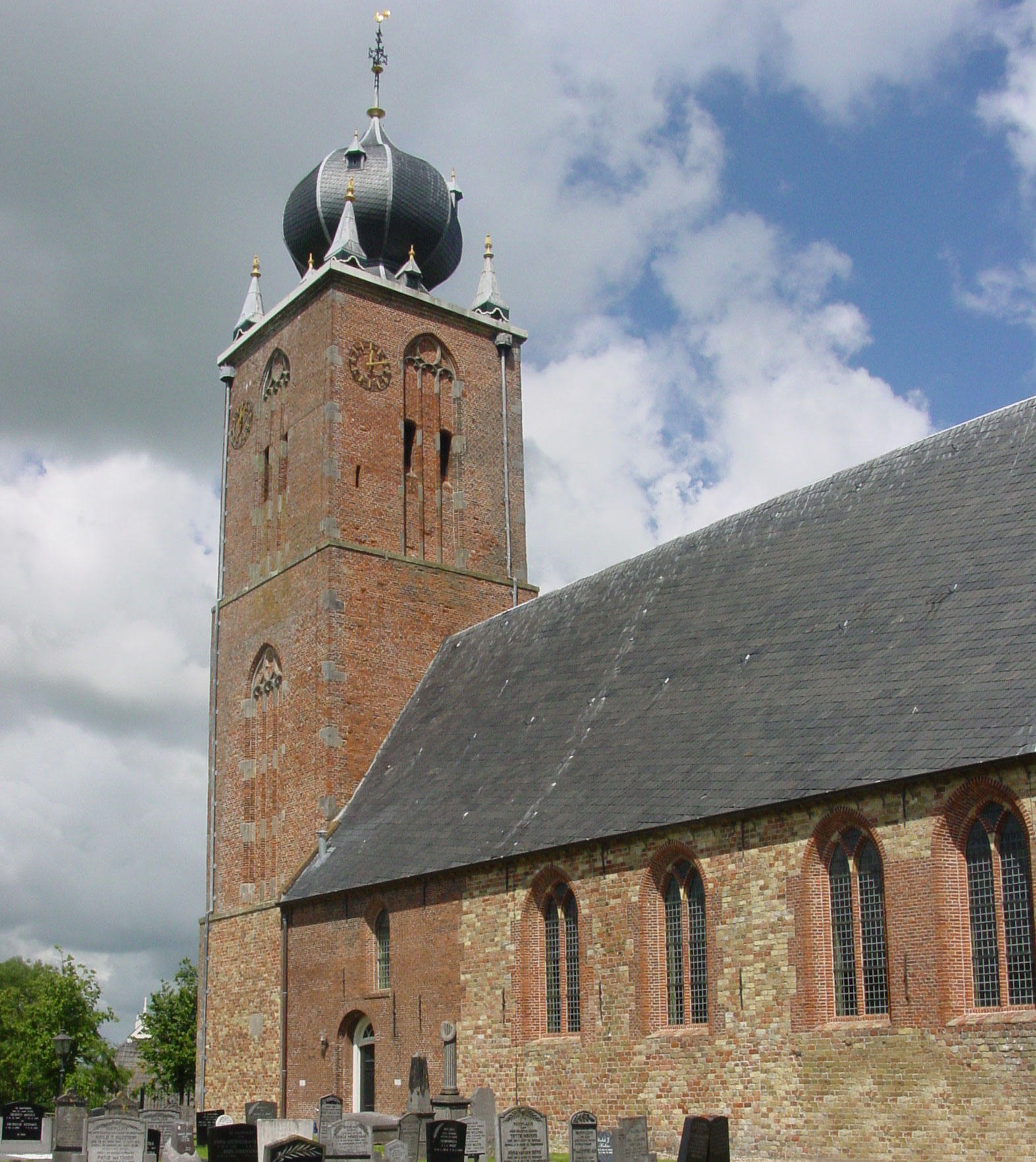
Deinum.